# 森田哲意
森田 哲意（もりた てつおき）は、NHKのアナウンサー。

## 人物
イギリスで生まれ、フィリピンならびに東京都で育つ。法政大学を卒業後、2011年にNHKに入局。初任地は徳島放送局。

## 嗜好・挿話
- 主にスポーツアナウンサーとして活動している。
- 2013年に徳島ヴォルティス、2017年にV・ファーレン長崎、2020年にアビスパ福岡のJ1昇格を赴任地で見届け、内山俊哉から”アナウンス界の小林伸二監督”と称された[4]
- 2023年8月1日から新潟放送局に勤務することになった[5]。
- 2023年9月3日のJリーグタイムで、長崎放送局時代にあたる2015年のJ1昇格プレーオフ決勝で後半42分に奪った中村北斗の同点ゴールを｢アナウンサー思い出のゴール｣として挙げた。

## 現在の担当番組
- 各種スポーツ中継（Jリーグなど）
- 新潟県のニュース・中継・リポート
- 新潟ニュース610（スポーツコーナー担当）

## 過去の担当番組
徳島放送局時代（2011年度 - 2014年度）
- 土曜スタジオパーク（2011年5月21日・新人お披露目）
- 徳島県のニュース・中継・リポート
- とく6徳島（キャスター）
- NHKニュースおはよう日本（筒井亮太郎の代行スポーツキャスター：2013年10月12日 - 14日）
- ひるブラ（2014年6月11日）
- とくしまニュース845

長崎放送局時代（2015年度 - 2018年度）
- あさイチ（2016年3月31日）
- ニュースウオッチ9（一橋忠之のスポーツキャスター代行：2018年8月26日 - 31日）
- FIFAワールドカップ（2018年7月7日・7月8日）
- イブニング長崎（不定期・渡辺健太のキャスター代行など）
- 長崎県のニュース・中継・リポート
- ニュース845長崎

福岡放送局時代（2019年度 - 2023年7月）
- 福岡県・九州沖縄のニュース（ラジオでは土曜日の夜から日曜日の朝にかけてが多かった）
- はっけんラジオ（不定期）
- ニュース845福岡（不定期）
- ニュース645福岡（不定期）
- おはよう九州沖縄（平日・2021年度まで、2019年8月13日 - 16日） - 代理キャスター（ニュースパートのみ）[注釈 1]
- Jリーグ中継2022
  - アビスパ福岡対サガン鳥栖（2022年4月1日・福岡県域、佐賀県域） - 実況
- 「博多祇園山笠」追い山中継（福岡県域） - 司会
  - 「生中継!博多祇園山笠2022」（2022年7月15日）
  - 「生中継!博多祇園山笠2023」（2023年7月15日）
- 特選 追跡!バリサーチ（2022年9月24日・福岡局域） - ナレーション
- FIFAワールドカップ2022 - スタジオ進行
  - 決勝トーナメント1回戦「フランス」対「ポーランド」（2022年12月4日 - 5日） - 杉浦友紀とともに
  - デイリーハイライト（2022年12月5日） - 杉浦友紀とともに
  - デイリーハイライト（2022年12月6日） -  大谷舞風とともに
- Jリーグ中継2023
  - ヴィッセル神戸対アビスパ福岡（2023年2月18日・福岡県域） - 実況
  - テゲバジャーロ宮崎対FC岐阜（2023年4月30日・宮崎県域） - 実況[6]
  - サガン鳥栖対横浜F・マリノス（2023年5月3日・佐賀県域） - リポート[7]
  - アビスパ福岡対サガン鳥栖（2023年5月14日・福岡県域、佐賀県域） - 実況[8]

新潟放送局時代（2023年8月 - ）